# Spätwürmeiszeitliche Terrassen zwischen Burnau, Prestenberg, Vorderreute, Buch und Krumbach

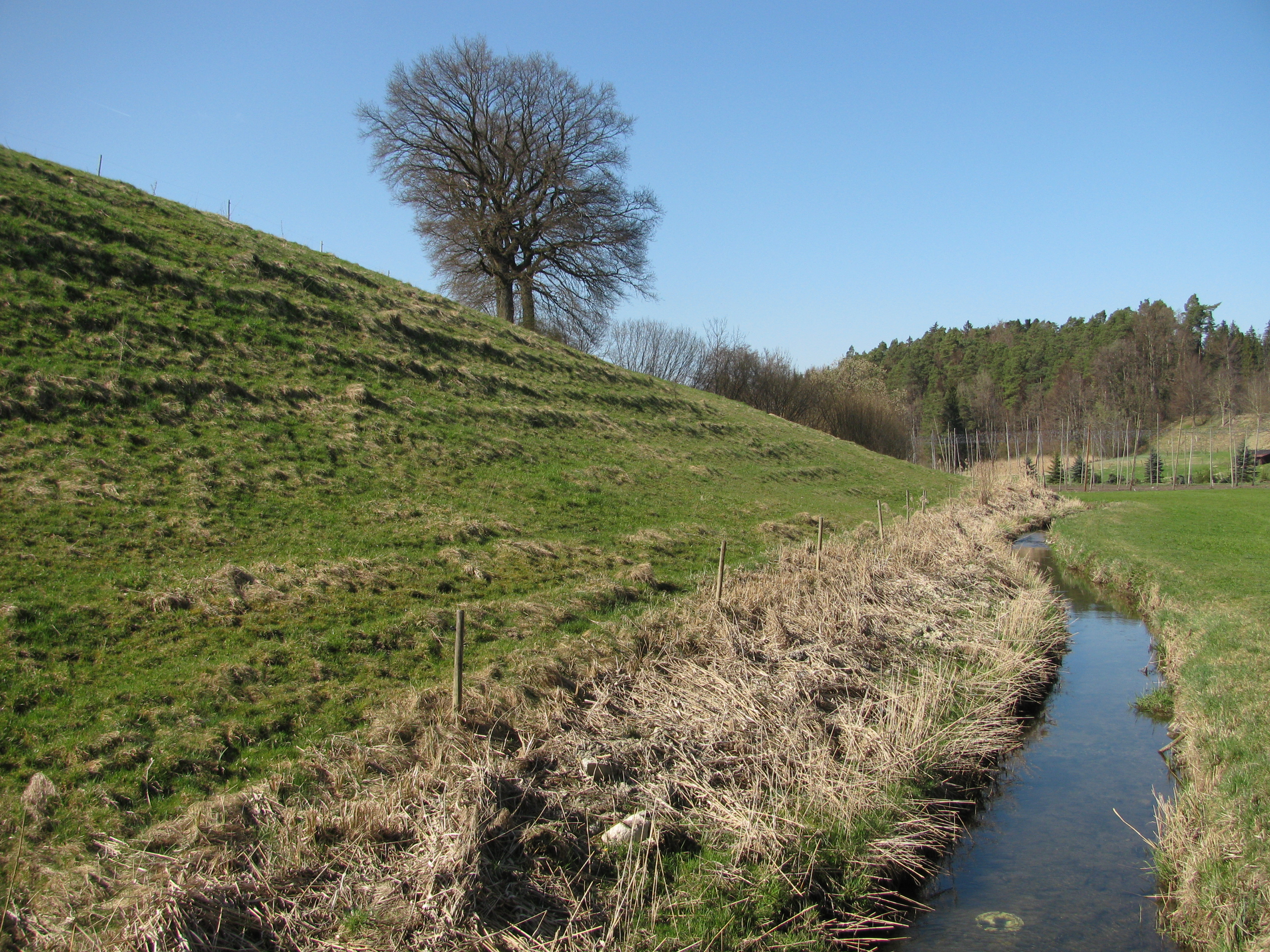
Die Schwarzach am Fuß der Terrasse westlich von Buch

Das Gebiet Spätwürmeiszeitliche Terrassen zwischen Burnau, Prestenberg, Vorderreute, Buch und Krumbach ist ein mit Verordnung vom 25. Januar 1963 durch das Landratsamt Tettnang als untere Naturschutzbehörde ausgewiesenes Landschaftsschutzgebiet (LSG-Nummer 4.35.026) im Nordosten der baden-württembergischen Stadt Tettnang im Bodenseekreis in Deutschland.

## Lage
Das etwa 22 Hektar große Landschaftsschutzgebiet Spätwürmeiszeitliche Terrassen zwischen Burnau, Prestenberg, Vorderreute, Buch und Krumbach gehört naturräumlich zum Oberschwäbischen Hügelland. Es liegt südwestlich der hier die Grenze zum Landkreis Ravensburg bildenden Schwarzach und dem Ortsteil Vorderreute, sowie nordöstlich von Obereisenbach, der Kreisstraße 7712 und nördlich des Ortsteils Krumbach auf einer Höhe von rund 527 m ü. NN.

## Schutzzweck
Wesentlicher Schutzzweck ist die Erhaltung der flussgeschichtlich bedeutsamen spätwürmeiszeitlichen Terrassen.

## Referenzen